# Cherub Rock
"Cherub Rock" é uma música da banda Smashing Pumpkins. Foi o primeiro single do seu segundo álbum, Siamese Dream, e foi escrita por Billy Corgan. "Cherub Rock" foi nomeada na categoria "Best Hard Rock Performance" nos Grammy Awards de 1994, a primeira nomeação da banda para os Grammys, juntamente com uma nomeação na categoria "Best Alternative Music Performance" para Siamese Dream. "Cherub Rock" aparece nos jogos Guitar Hero III: Legends of Rock e Rock Band.

## Faixas
CD / 12"
1. "Cherub Rock" -4:59
2. "Pissant" -2:30
3. "French Movie Theme" / "Star-Spangled Banner" -3:50

7"  (apenas 5000 cópias)
1. "Cherub Rock" -4:59
2. "Purr Snickety" -2:50

## Desempenho nas paradas musicais
| Parada musical (1991)                       | Posições |
| ------------------------------------------- | -------- |
| Estados Unidos - Alternative Songs          | 7        |
| Estados Unidos - Hot Mainstream Rock Tracks | 23       |

## Créditos
- Billy Corgan - guitarra, voz, produção
- James Iha - guitarra
- D'arcy Wretzky - Baixo, voz
- Jimmy Chamberlin - bateria